# Oscar Ustari
Oscar Alfredo "Osky" Ustari (América, Buenos Aires, 1986. július 3. –) argentin válogatott labdarúgó, az amerikai Inter Miami kapusa.
2005-ben debütált az argentínai első ligában, részt vett a 2006-os világbajnokságon és a 2008-as olimpián is.

## Statisztikák

### A válogatottakban
| Válogatott | Év       | Pályára lépés | Gól |
| ---------- | -------- | ------------- | --- |
| Argentína  | 2007     | 1             | 0   |
| Argentína  | 2012     | 1             | 0   |
| Összesen   | Összesen | 2             | 0   |

## Sikerei, díjai
Getafe
- Copa del Rey
  - Döntős (1): 2007–08

Boca Juniors
- Copa Argentina
  - Győztes (1): 2011–12

- Supercopa Argentina
  - Döntős (1): 2012

Sunderland
- Carabao Cup
  - Döntős (1): 2013–14

Pachuca
- Liga MX
  - Győztes (1): Apertura 2022
  - Ezüstérmes (1): Clausura 2022

- Campeón de Campeones
  - Döntős (1): 2023

Argentína U20
- U20-as labdarúgó-világbajnokság
  - Győztes (1): 2005

Argentína U23
- Olimpiai játékok
  - Győztes (1): 2008

Liga MX All-Stars2022